# Cleptomania
La cleptomania (dal greco: κλέπτειν, kleptein, "rubare", μανία, "mania") è un sintomo nevrotico, un bisogno patologico di rubare, irrefrenabile e immotivato impulso coatto al furto di oggetti anche privi di valore e non necessariamente legati ad un bisogno vero e proprio. Il cleptomane prova piacere nell'atto del rubare. La cleptomania è considerata una malattia.

## Eziologia
Generalmente la cleptomania si manifesta di tanto in tanto, caratterizzandosi con alcune fasi acute, nelle quali il gesto diventa frenetico, alternate con più o meno lunghi periodi di inoperosità. I cleptomani adducono, di solito, come giustificazione per il loro gesto una insoddisfazione personale. Le cause sono però più profonde e persino le spiegazioni sono varie.
La psichiatria definisce la cleptomania un'ossessione, poiché il peso di questo pensiero fisso sarebbe talmente invadente da bloccare qualunque altro principio ideativo. Il cleptomane viene inquadrato come una persona capace di intendere, ma mai di volere, visto che si renderebbe conto, abitualmente, del gesto che commette e anche delle conseguenze a cui va incontro, ma nonostante questo, la spinta ad agire, e quindi la "gratificazione" del gesto gli sembrerebbero, ugualmente, superiori ad ogni opposizione.
La psicoanalisi, invece, risale ad un senso di colpa inconscio che potrebbe attivare stati depressivi e di angoscia; secondo questa spiegazione del fenomeno, le cause del gesto sarebbero da ricercare soprattutto nel desiderio della punizione e/o nel desiderio di essere individuato e scoperto, fatti che renderebbero l'azione compiuta un atto compensatorio risollevante. Tutti questi elementi collaborano all'individuazione della ricerca di un fatto 'produttivo' e non di una semplice escogitazione, silente ma vantaggioso per l'individuo, di cui viene dimostrata la destrezza effettuale. Il meccanismo di iterazione scatta per garantire quasi automaticamente il senso di conferma endogena che fonda l'autoapprovazione, rivolta alla selezione autonoma (ormai automatizzata) degli oggetti ritenuti vantaggiosi.
I malati abitualmente seguono una psicoterapia associata, talvolta, a farmaci psichiatrici.
Talvolta la spiegazione che il cleptomane può dare al suo modo di agire può essere quella di razionalizzare il gesto, il quale sarebbe portato a termine per sopperire a difficoltà economiche o mancanza di mezzi di sussistenza. Questa ipotesi ermeneutica, tuttavia, depriverebbe l'analisi della necessaria attenzione ad un fattore fondamentale nello studio del meccanismo instaurato: proprio la significatività sociale, il suo vero impatto emotivo.

## Segni e sintomi
Alcuni dei componenti fondamentali della cleptomania includono pensieri invadenti ricorrenti, l'impotenza a resistere alla compulsione a impegnarsi nel furto e il rilascio della pressione interna dopo l'atto. Questi sintomi suggeriscono che la cleptomania potrebbe essere considerata un tipo di disturbo ossessivo-compulsivo.
Le persone con diagnosi di cleptomania hanno spesso altri tipi di disturbi che coinvolgono l'umore, l'ansia, l'alimentazione, il controllo degli impulsi e l'uso di droghe. Hanno anche grandi livelli di stress, senso di colpa e rimorso e problemi di privacy che accompagnano l'atto di rubare. Si ritiene che questi segni causino o intensifichino disturbi comorbidi generali. Le caratteristiche dei comportamenti associati al furto potrebbero comportare anche altri problemi, tra cui la segregazione sociale e l'uso di sostanze. I molti tipi di altri disturbi che si verificano frequentemente insieme alla cleptomania di solito rendono incerta la diagnosi clinica.
C'è una differenza tra furto ordinario e cleptomania: "il furto ordinario (programmato o impulsivo) è deliberato e motivato dall'utilità dell'oggetto o dal suo valore monetario", mentre con la cleptomania c'è "la ricorrente incapacità di resistere agli impulsi di rubare articoli anche se essi non sono necessari per uso personale o per il loro valore monetario."

## Causa

### Modelli psicoanalitici
Molti teorici psicoanalitici hanno suggerito che la cleptomania sia il tentativo di una persona di "ottenere un compenso simbolico per una perdita effettiva o anticipata" e ritengono che la chiave per comprenderne l'eziologia risieda nel significato simbolico degli oggetti rubati. La teoria pulsionale è stata utilizzata per proporre che l'atto di rubare sia un meccanismo di difesa che serve a modulare o impedire che sentimenti o emozioni indesiderabili vengano espressi. Alcuni psichiatri francesi suggeriscono che i cleptomani potrebbero semplicemente volere l'oggetto che rubano e la sensazione che provano dal furto stesso.

### Modelli cognitivo-comportamentali
I modelli cognitivo-comportamentali differiscono dai modelli psicoanalitici nel descrivere lo sviluppo della cleptomania. I professionisti cognitivo-comportamentali spesso concettualizzano i disturbi come il risultato di condizionamento operante, concatenamento comportamentale, cognizioni distorte e meccanismi di coping scadenti. I modelli cognitivo-comportamentali suggeriscono che il comportamento è rinforzato positivamente dopo che la persona ha rubato alcuni oggetti. Se questo individuo subisce conseguenze negative minime o assenti (punizione), aumenta la probabilità che il comportamento si ripresenti. Man mano che il comportamento continua a verificarsi, antecedenti o segnali più forti vengono collegati in modo contingente ad esso, in quella che alla fine diventa una potente catena comportamentale. Secondo la teoria cognitivo-comportamentale (CBT), sia gli antecedenti che le conseguenze possono essere nell'ambiente o nelle cognizioni. Ad esempio, Kohn e Antonuccio (2002) descrivono le cognizioni antecedenti di un cliente, che includono pensieri come "Sono più intelligente degli altri e posso farla franca"; "se lo meritano"; "Voglio dimostrare a me stesso che posso farcela"; e "la mia famiglia merita di avere cose migliori". Questi pensieri erano forti spunti comportamentali per rubare. Tutti questi pensieri sono stati accelerati da ulteriori pensieri su fattori di stress familiari, finanziari e lavorativi o sentimenti di depressione. Le cognizioni di "mantenimento" fornivano un ulteriore rinforzo per i comportamenti di furto e includevano sentimenti di vendetta e orgoglio. Sebbene quei pensieri fossero spesso in seguito accompagnati da sentimenti di rimorso, questo avveniva troppo tardi nella sequenza operante per fungere da valido deterrente. Alla fine, gli individui con cleptomania arrivano a fare affidamento sul furto come un modo per far fronte a situazioni stressanti e sentimenti angoscianti, che servono a mantenere ulteriormente il comportamento e diminuire il numero di strategie alternative di coping disponibili.

### Modelli biologici
I modelli biologici che spiegano le origini della cleptomania si sono basati principalmente su studi di trattamento farmaco-terapico che utilizzavano inibitori selettivi della ricaptazione della serotonina (SSRI), stabilizzatori dell'umore e antagonisti del recettore degli oppioidi.
Alcuni studi che utilizzano gli SSRI hanno osservato che gli antagonisti degli oppioidi sembrano ridurre la voglia di rubare e silenziare la "corsa" tipicamente sperimentata immediatamente dopo il furto da parte di alcuni soggetti con cleptomania. Ciò suggerirebbe che la scarsa regolazione della serotonina, della dopamina e/o degli oppioidi naturali all'interno del cervello sia responsabile della cleptomania, collegandola al controllo degli impulsi e ai disturbi affettivi.
Anche una spiegazione alternativa basata su studi sugli antagonisti degli oppioidi afferma che la cleptomania è simile al modello di "automedicazione", in cui il furto stimola il sistema naturale degli oppioidi della persona. "Il rilascio di oppioidi 'calma' i pazienti, cura la loro tristezza o riduce la loro ansia. Pertanto, il furto è un meccanismo per alleviare se stessi da uno stato cronico di ipereccitazione, forse prodotto da precedenti eventi stressanti o traumatici, e quindi modulare gli stati affettivi."

## Diagnosi
Il metodo con cui viene considerata e diagnosticata la cleptomania è argomento dibattuto. Da un lato, alcuni ricercatori ritengono che la cleptomania sia semplicemente un furto e contestano il suggerimento che siano coinvolti meccanismi psicologici, mentre altri osservano la cleptomania come parte di una dipendenza da sostanze. Altri ancora classificano la cleptomania come una variazione di un disturbo del controllo degli impulsi, come il disturbo ossessivo-compulsivo o i disturbi alimentari.
Secondo il Manuale diagnostico e statistico dei disturbi mentali quarta edizione (DSM IV-TR), una guida frequente e ampiamente utilizzata per la diagnosi dei disturbi mentali, i seguenti sintomi e caratteristiche sono i criteri diagnostici per la cleptomania:
1. reiterata incapacità di difendersi dalle spinte al furto di cose non essenziali per uso privato o per il loro valore economico;
2. crescente senso di pressione immediatamente prima dell'esecuzione del furto;
3. soddisfazione, adempimento o sollievo al momento dell'esecuzione del furto;
4. il furto non è eseguito per trasmettere antagonismo o vendetta, e non è una reazione a un'illusione o una fantasia;
5. il furto non è meglio giustificato da un disturbo del comportamento, un episodio maniacale o un disturbo di personalità antisociale[18].

Gli scettici hanno denunciato la cleptomania come un concetto psichiatrico non valido sfruttato nelle difese legali di ricche taccheggiatrici. Durante il ventesimo secolo, la cleptomania era fortemente legata alla crescente prevalenza dei grandi magazzini e i "cleptomani dei grandi magazzini" erano uno stereotipo sociale ampiamente diffuso che aveva implicazioni politiche.

## Comorbidità
La cleptomania sembra essere collegata ad altri disturbi psichiatrici, in particolare sbalzi d'umore, ansia, disturbi alimentari e consumo di alcol e sostanze. Il verificarsi del furto come comportamento in concomitanza con disturbi alimentari, in particolare bulimia nervosa, è spesso considerato un segno della durezza del disturbo alimentare.
Una probabile connessione tra depressione e cleptomania è stata segnalata già nel 1911. Da allora è stata ampiamente stabilita nelle osservazioni cliniche e nei casi clinici disponibili. Il disturbo dell'umore potrebbe venire prima o coesistere con l'inizio della cleptomania. Nei casi avanzati, la depressione può provocare lesioni autoinflitte e potrebbe persino portare al suicidio. Alcune persone hanno riportato sollievo dalla depressione o da sintomi maniacali dopo il furto.
È stato suggerito che, poiché la cleptomania è legata a forti qualità compulsive e impulsive, può essere vista come una variazione dei disturbi dello spettro ossessivo-compulsivo, insieme a gioco d'azzardo patologico, acquisto compulsivo, piromania, mangiarsi le unghie e tricotillomania. Questo punto ottiene supporto dai casi insolitamente più elevati di disturbo ossessivo-compulsivo nei parenti stretti di pazienti con cleptomania.

### Disturbo da uso di sostanze
Cleptomania e tossicodipendenze sembrano avere qualità centrali in comune, tra cui:
- partecipazione ricorrente o compulsiva a un comportamento nonostante sanzioni indesiderabili;
- controllo indebolito sul comportamento disturbante;
- una condizione di bisogno o desiderio prima di prendere parte al comportamento problematico;
- una condizione positiva di ricerca del piacere durante l'atto del comportamento disturbante.

I dati degli studi epidemiologici suggeriscono inoltre che esiste un'affiliazione tra cleptomania e disturbi da uso di sostanze insieme a tassi elevati in modo unidirezionale. Dati fenomenologici sostengono che esiste una relazione tra cleptomania e tossicodipendenze. Una percentuale maggiore di casi di cleptomania è stata osservata negli adolescenti e nei giovani adulti e un numero minore di casi negli anziani, il che implica una storia naturale analoga a quella osservata nei disturbi da uso di sostanze. I dati sulla storia familiare propongono anche un probabile input genetico comune al consumo di alcol e alla cleptomania. I disturbi da uso di sostanze sono più comuni nei parenti delle persone con cleptomania che nella popolazione generale. Inoltre, i dati farmacologici (per esempio, la probabile efficacia degli oppioidi, naltrexone, nel trattamento della cleptomania e dei disturbi da uso di sostanze) potrebbe presentare un ulteriore supporto per una relazione congiunta tra cleptomania e disturbi da uso di sostanze. Basandosi sull'idea che la cleptomania e i disturbi da uso di sostanze possano condividere alcune caratteristiche eziologiche, si potrebbe concludere che la cleptomania reagirebbe in modo ottimistico agli stessi trattamenti. In effetti, alcuni metodi di trattamento non medici che hanno successo nel trattamento dell'uso di sostanze sono anche accomodanti nel trattamento della cleptomania.

### Disturbo ossessivo-compulsivo[2][26]
La cleptomania è spesso considerata una parte del disturbo ossessivo-compulsivo (DOC), poiché le azioni irresistibili e incontrollabili sono simili ai rituali spesso eccessivi, non necessari e indesiderati del DOC. Alcuni individui con cleptomania mostrano sintomi di accumulo che assomigliano a quelli con DOC. I tassi di prevalenza tra i due disturbi non dimostrano una forte relazione. Gli studi che esaminano la comorbidità del DOC in soggetti con cleptomania hanno risultati incoerenti, con alcuni che mostrano una co-occorrenza relativamente alta (45%-60%) mentre altri mostrano tassi bassi (0%-6,5%). Allo stesso modo, quando i tassi di cleptomania sono stati esaminati in soggetti con DOC, è stata trovata una co-occorrenza relativamente bassa (2,2%-5,9%).

### Piromania[31][32]
La piromania, un altro disturbo degli impulsi, ha molti legami con la cleptomania. Molti piromani iniziano incendi insieme a piccoli furti che spesso sembrano connessi alla cleptomania.

## Trattamento
Sebbene il disturbo sia noto da molto tempo agli psicologi, la causa della cleptomania è ancora ambigua. Pertanto, per il suo trattamento è stata introdotta una vasta gamma di approcci terapeutici. Questi trattamenti includono: psicoterapia a orientamento psicoanalitico, terapia comportamentale e farmacoterapia.

### Approccio psicoanalitico e psicodinamico
Sono state presentate diverse spiegazioni della meccanica della cleptomania. Un approccio sociale contemporaneo propone che la cleptomania sia un risultato del consumismo e della grande quantità di merci nella società. Le teorie psicodinamiche dipendono da una varietà di punti di vista nella definizione del disturbo. Gli psicoanalisti definiscono la condizione come un'indicazione di un meccanismo di difesa che deriva dall'io inconscio contro ansia, intuizioni o desideri proibiti, lotte instabili o pulsioni sessuali proibite, paura della castrazione, eccitazione sessuale e realizzazione sessuale e orgasmo durante l'atto di rubare. L'approccio psicoanalitico e psicodinamico alla cleptomania ha fornito le basi per una psicoterapia psicoanalitica o psicodinamica prolungata come metodo di trattamento principale per un certo numero di anni. Come la maggior parte delle condizioni psichiatriche, la cleptomania è stata osservata all'interno della lente psicodinamica invece di essere vista come un disturbo biomedico. Tuttavia, la prevalenza dell'approccio psicoanalitico ha contribuito alla crescita di altri approcci, in particolare nel dominio biologico.

### Intervento comportamentale e cognitivo
La terapia cognitivo-comportamentale (CBT) ha principalmente sostituito l'approccio psicoanalitico e dinamico nel trattamento della cleptomania. Numerosi approcci comportamentali sono stati raccomandati come utili in base a diversi casi riportati in letteratura. Includono: sensibilizzazione nascosta da immagini spiacevoli di nausea e vomito, terapia di avversione (ad esempio trattenimento avversivo del respiro per ottenere una sensazione leggermente dolorosa ogni volta che si immagina il desiderio di rubare o l'atto) e desensibilizzazione sistematica. In alcuni casi, è stato applicato l'uso della combinazione di diversi metodi come la sensibilizzazione nascosta insieme all'esposizione e alla prevenzione della risposta. Anche se gli approcci utilizzati nella CBT necessitano di ulteriori ricerche e indagini sulla cleptomania, il successo nella combinazione di questi metodi con i farmaci è stato dimostrato rispetto all'uso del trattamento farmacologico come unico metodo di trattamento.

### Trattamento farmacologico[26][38][39]
La somiglianza fenomenologica e le dinamiche biologiche di base comuni suggerite di cleptomania e DOC, gioco d'azzardo patologico e tricotillomania hanno dato origine alla teoria che i gruppi simili di farmaci potrebbero essere utilizzati in tutte queste condizioni. Di conseguenza, l'uso principale del gruppo degli inibitori selettivi della ricaptazione della serotonina (SSRI), che è una forma di antidepressivo, è stato utilizzato nella cleptomania e in altri disturbi del controllo degli impulsi come il binge eating e il DOC. Sono stati utilizzati anche terapia elettro-convulsivante (ECT), litio e acido valproico.
L'uso dell'SSRI è dovuto al presupposto che la dinamica biologica di queste condizioni derivi da bassi livelli di serotonina nelle sinapsi cerebrali e che l'efficacia di questo tipo di terapia sarà rilevante per la cleptomania e altre condizioni di comorbidità.
Gli antagonisti del recettore degli oppioidi sono considerati pratici nel ridurre i sintomi correlati all'urgenza, che è una parte centrale dei disturbi del controllo degli impulsi; per questo motivo vengono utilizzati nel trattamento dell'uso di sostanze. Questa qualità li rende utili nel trattamento della cleptomania e dei disturbi del controllo degli impulsi in generale. Il farmaco più utilizzato è il naltrexone, un antagonista competitivo a lunga durata d'azione. Il naltrexone agisce principalmente sui recettori μ, ma antagonizza anche i recettori κ e λ.
Non sono stati condotti studi controllati sul trattamento psico-farmacologico della cleptomania. Ciò potrebbe essere dovuto al fatto che la cleptomania è un fenomeno raro e alla difficoltà di ottenere un campione sufficientemente ampio. I fatti su questo problema provengono in gran parte da rapporti di casi o da frammenti raccolti da un numero relativamente piccolo di casi racchiusi in una serie di gruppi.

## Storia

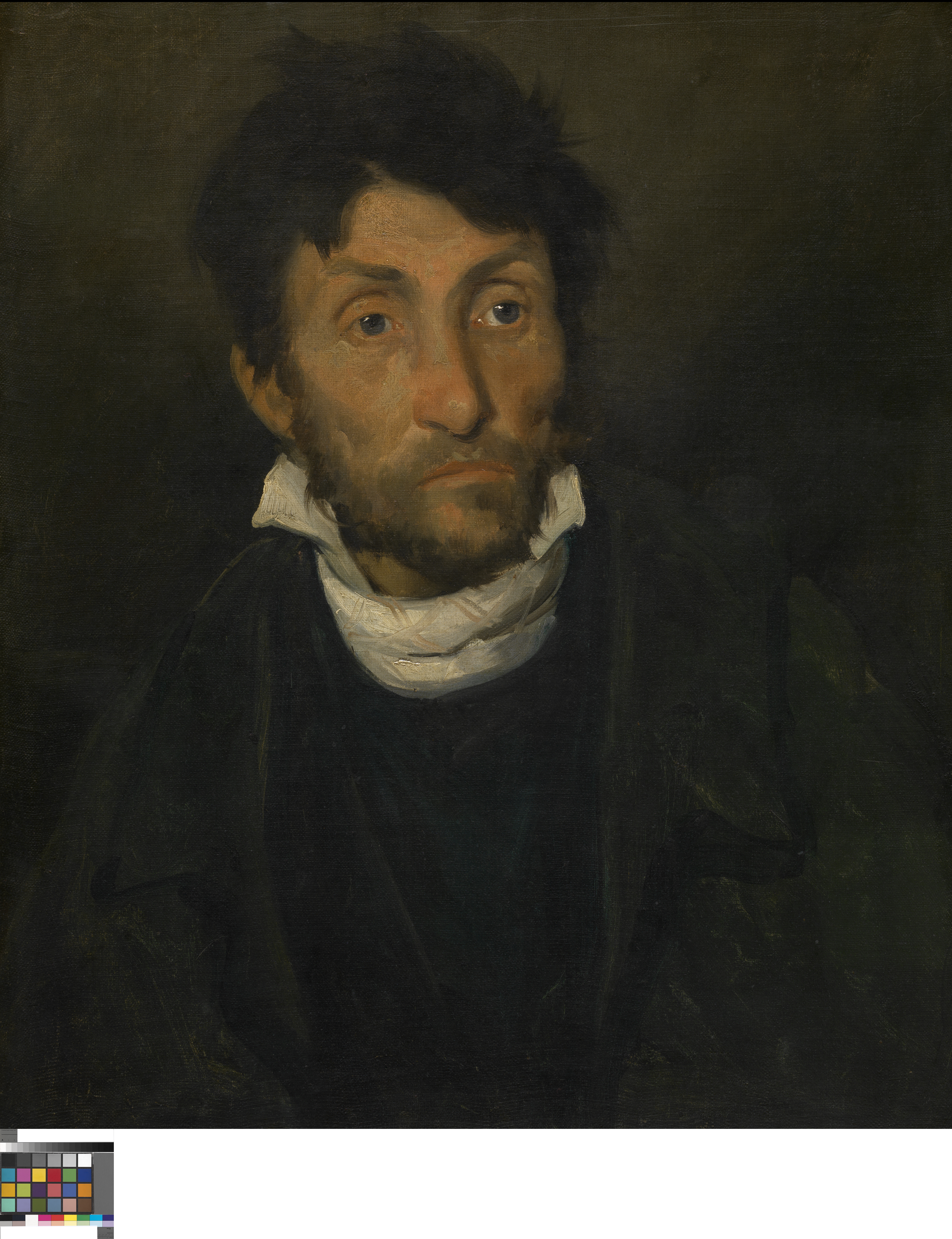
Ritratto di un cleptomane di Théodore Géricault, 1820.

Nel 1890 era stato sviluppato un ampio corpus di casi sulla cleptomania. L'isteria, l'imbecillità, il difetto cerebrale e la menopausa sono state avanzate come teorie per spiegare questi comportamenti apparentemente senza senso e molti hanno collegato la cleptomania all'immaturità, data l'inclinazione dei bambini a prendere quello che più desiderano. Queste osservazioni francesi e tedesche divennero in seguito centrali nelle spiegazioni psicoanalitiche della cleptomania.

### Etimologia
Il termine cleptomania deriva dalle parole greche κλέπτω (klepto) "rubare" e μανία (mania) "desiderio pazzo, compulsione". Il suo significato corrisponde grosso modo a "coazione a rubare" o "furto compulsivo".

### Prima generazione di psicoanalisi
All'inizio del XX secolo, la cleptomania era vista dagli psichiatri francesi più come una scusa legale per le signore dell'alta borghesia autoindulgenti che come un valido disturbo psichiatrico.
Sigmund Freud, il creatore della controversa teoria psicoanalitica, credeva che le dinamiche alla base dei comportamenti umani fossero associati a selvaggi incivili e che gli impulsi fossero frenati dalle inibizioni per la vita sociale. Non credeva che il comportamento umano fosse razionale. Ha creato un ampio corpus teorico che i suoi discepoli hanno applicato a problemi psicologici come la cleptomania. Nel 1924 uno dei suoi seguaci, Wilhelm Stekel, lesse il caso di una donna cleptomane spinta da impulsi sessuali repressi a impadronirsi di "qualcosa di proibito, di nascosto". Stekel ha concluso che la cleptomania era "un soppresso e superato il desiderio sessuale effettuato attraverso un simbolo o un'azione simbolica. Ogni compulsione nella vita psichica è determinata dalla soppressione".

### Seconda generazione di psicoanalisi
Fritz Wittels ha sostenuto che i cleptomani erano persone sessualmente sottosviluppate che si sentivano private dell'amore e avevano poca esperienza con le relazioni sessuali umane; rubare era la loro vita sessuale, dando loro emozioni così potenti che non volevano essere curati. I cleptomani maschi, a suo avviso, erano omosessuali o invariabilmente effeminati.
Una famosa analisi su larga scala dei taccheggiatori nel Regno Unito ha ridicolizzato la nozione di simbolismo sessuale di Stekel e ha affermato che un taccheggiatore su cinque arrestato era un soggetto "psichiatrico".

### Nuove prospettive
Articoli concettuali basati empiricamente hanno affermato che la cleptomania sta diventando più comune di quanto si pensasse in precedenza e si verifica più frequentemente tra le donne rispetto agli uomini. Queste idee sono nuove nella storia moderna ma fanno eco a quelle correnti tra la metà e la fine del diciannovesimo secolo.

## Cultura di massa
Il gruppo catanese degli Sugarfree ha composto nel 2004 un brano chiamato "Cleptomania", in seguito inserito nel loro primo album Clepto-manie del 2005.